# Libreria Antiquaria Palmaverde
La Libreria Antiquaria Palmaverde è stata una libreria e casa editrice fondata a Bologna nel 1948 da Roberto Roversi e da sua moglie Elena Marcone con sede in via Rizzoli 4. L'azienda, trasferitasi successivamente in Via de' poeti, 4, cessò le attività nel 2005. Le giacenze e le suppellettili della libreria furono acquistate nel 2008 dalla COOP Adriatica e dalla libreria COOP Ambasciatori, e parzialmente donate a istituzioni culturali emiliane; le giacenze della casa editrice furono acquistate dalle Edizioni Pendragon.

## Storia
La libreria pubblicò il primo dei suoi 229 cataloghi nel novembre 1949. La tipologia di libri in vendita si differenziò molto da quella di analoghe librerie antiquarie per aver posto attenzione, tra i primi, ai "libri degli ultimi cento anni, ancora vitali e fuori catalogo", al Futurismo, ai volantini politici, alla "letteratura grigia" dei movimenti studenteschi. 
La Libreria Antiquaria Palmaverde sviluppò un'intensa attività editoriale, concentrata soprattutto negli anni '50 e '60 e nell'ambito della filologia. Tra le pubblicazioni principali si ricordano le riviste "Officina" e "Rendiconti", le edizioni delle Rime di Gaspare Visconti a cura di Alessandro Cutolo (1952), de L'opera piacevole di Giovan Giorgio Alione a cura di Enzo Bottasso (1953), delle Ottave di Antonio Veneziano, edizione di quaranta esemplari numerati, con un disegno originale di Vasco Bendini e una premessa di Leonardo Sciascia (1967). Tra le monografie spiccano Contropelo alla vostra barba: cinque libelli di Luigi Bartolini (1953), Appunti per un'edizione critica delle biografie trovadoriche di Guido Favati (1953), Il presente, l'affetto di Mario Ramous (1954), Palma Conocchia: (il libro terzo dei Galgenlieder) di Christian Morgenstern (1957), Per la storia di ars arte di Tullio De Mauro (1960), Due note su Richeut di Alberto Varvaro (1961), Poesia delle rose di Franco Fortini, con tre litografie di Carlo Leoni (1962), Storia del calcio: 1863-1963 di Luciano Serra (1964).